# 舭龙骨

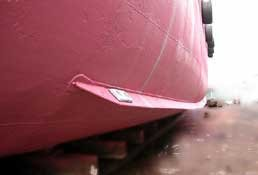
舭龙骨

舭龙骨（英語：bilge keel）是一种用于减缓船隻倾斜的龙骨，位于船舱底的舭部。一艘船每侧可能有一个以上的舭龙骨，但这种情况不多见。由于舭龙骨增加了流体动力学阻力，可使船舶倾斜更少。